# 平野貞夫
平野 貞夫（ひらの さだお、1935年〈昭和10年〉12月1日 ‐ ）は、日本の政治家。参議院議員（2期）、参議院財政金融委員長などを務めた。

## 経歴
高知県土佐清水市出身。父は医師。1958年、法政大学法学部法律学科卒業。1960年、法政大学大学院社会科学研究科政治学専攻修士課程修了。衆議院事務局に入局し、園田直の下で副議長秘書、前尾繁三郎の下で議長秘書を務めた後、委員部総務課長、委員部長を経て退職。
1992年7月26日投開票の第16回参議院議員通常選挙に高知県選挙区から無所属（自由民主党、公明党推薦、民社党支援）で立候補し、初当選。国会議員選挙ではそれまでに例のない与党自民党と野党公明党（当時）・民社党（当時）支援の相乗り候補として注目され、小沢一郎と市川雄一によるいわゆる「一・一ライン」の存在が広く知られる契機となる。その後、自民党に入党し、改革フォーラム21の旗揚げに参加。1993年6月22日、小沢一郎に同調する形で自民党を離党し、翌日新生党結成に参加。以後も一貫して小沢と行動を共にし、国会職員出身で国会の実務や運営に通じていることから小沢に重用され、「小沢の知恵袋」と称される。
1994年12月の新進党結党を経て1998年1月、自由党結成に参加。同年7月の第18回参議院議員通常選挙では比例区から自由党公認で立候補し2期目当選。2000年1月より東日本国際大学講師、2003年9月より東日本国際大学客員教授を務めた。2003年9月26日の自由党解散（民由合併）に伴い民主党に合流。2004年7月の第20回参議院議員通常選挙には出馬せず、国会議員生活から勇退し、公職政治家から退いた。
2010年6月には政治団体「日本一新の会」（代表・平野貞夫、顧問・戸田邦司）を結成。2014年、第47回衆議院議員総選挙に生活の党公認で比例東北ブロックに立候補するも落選。その後は旧国民民主党高知県連顧問を務めた。

## 現在の活動
- 有限会社土佐南学会代表取締役。
- 国会議員勇退直後から言論活動を始める。
- 著書出版、雑誌寄稿、テレビ番組出演、講演などを行っている。
- YouTube番組であるデモクラシータイムスの『3ジジ放談』に佐高信、前川喜平と共に出演している。

## エピソード
- 衆議院議員樋高剛は女婿。
- 改革フォーラム21、新生党、新進党と行動を共にした羽田孜を「歴史観や国家観が社会党的だ」と批判していた。
- 政界引退を小沢一郎に告げる際、著述活動を通じて広く一般国民に訴えるために議員を辞めると述べたのに対して、小沢は「それなら俺も辞めて国民に訴える」と言い、翻意を迫ったという。
- 羽田・小沢と1969年初当選同期で党派・与野党・保革超え親交有った横路孝弘が道知事勇退と国政復帰を明言する前後に、札幌市内で小沢の使者として懇談している。
- 小沢が実質的なプロモーター、細川護煕日本新党代表が首班、羽田が副総理の政治改革政権で官房長官務めた武村正義を「官房長官就任したその日から（党籍離脱、無所属を余儀なくされたとはいえ）最大野党・自民党の最高実力者の竹下登と反小沢で内通し倒閣（自社さ連立政権樹立）を企てていた」と証言。武村が党首だった新党さきがけから旧民主党、さらに1998年結成の民主党に至った菅直人・枝野幸男にも武村同様、厳しい批判をしている。また新党さきがけの理論的支柱であった田中秀征を「頭の悪い宮沢喜一」、消費税増税を唱える藤井裕久を「消費増税依存・認知症患者」と批判している。
- 自他ともに認めるメモ魔で、衆議院事務局時代、参議院議員時代に書き残した膨大なメモをもとに、引退後は評論活動を展開、多数の著書を刊行している。
- 引退後、著書、テレビ出演などを通じて、公明党・創価学会批判を展開。著書によれば、平野は創価学会の政界進出時から、小沢が自民党幹事長時代に主導した自公民路線にいたるまで、指南役を務めた経験から公明党立党の精神に立ち返らせるためだとしている。これらの批判に対して、2005年春、当時公明党代表神崎武法は議員会館で平野に会った際、「最近うちを強く批判しているようだが・・・」と頭から足まで睥睨しながら述べたとされる。その後、神崎は平野を名誉毀損で民事提訴している。
- 2010年1月18日、フォーラム神保町と現代深層研究会主催の緊急シンポジウム「『新撰組』化する警察&検察&官僚がニッポンを滅ぼす!」に、青木理、魚住昭、大谷昭宏、岡田基志、木村三浩、郷原信郎、佐藤優、鈴木宗男、田原総一朗、宮崎学らとともに参加した[5][6]。
- 1955年以降、東大卒の国会議員が一人も逮捕されていないことをあげ、検察は東大卒の国会議員を逮捕しない恣意性があると批判している[7]。ただし、1998年2月に東京地検特捜部は東大卒の衆議院議員であった新井将敬を証券取引法違反容疑で国会に対して逮捕許諾請求をしたことがある[8]。
- 古田武彦の支持者であり、友人である。
- 選択的夫婦別姓制度導入に賛成[9]。

## 著書
- 『<国会新時代>への提言 : 政治改革はいかにして可能か』月書房、1992年5月8日。ISBN 4772701699。
- 『消費税制度成立の沿革』ぎょうせい、1993年5月12日。ISBN 4324036926。
- 『小沢一郎との二十年 : 「政界再編」舞台裏』プレジデント社、1996年10月、ISBN 4833490188
- 『自由党の挑戦 : このままの日本でよいと思いますか』プレジデント社、1998年4月、ISBN 4833490323
- 『日本人と憲法と自由党』（樋高剛との共著）プレジデント社、2000年5月、ISBN 4833490579
- 『危機の日本 : 議会政治 : 東洋思想の知恵で日本政治の再生を』有朋書院、2002年11月、ISBN 489713112X
- 『日本を呪縛した八人の政治家 : 政治改革を阻んだ永田町の妖怪』講談社、2003年12月、ISBN 4062121379
- 『昭和天皇の「極秘指令」』講談社、2004年4月、ISBN 4062123703
- 『亡国 : 民衆狂乱「小泉ええじゃないか」』展望社、2005年11月、ISBN 4885461359
- 『公明党・創価学会の真実』講談社、2005年6月、ISBN 4062129833
- 『公明党・創価学会と日本』講談社、2005年6月、ISBN 4062130106
- 『ロッキード事件「葬られた真実」』講談社、2006年7月、ISBN 9784062135177
- 『虚像に囚われた政治家　小沢一郎の真実』講談社、2006年9月、ISBN 9784062135573
- 『参議院なんかいらない』（幻冬舎新書041）（村上正邦・筆坂秀世との共著）幻冬舎、2007年5月、ISBN 9784344980402
- 『虚像に囚われた政治家　小沢一郎の真実』講談社、2007年10月、ISBN 9784062135573
- 『ジョン万次郎に学ぶ：「自立と共生」の理念に生きた男』イプシロン出版企画、2007年11月、ISBN 9784903145327
- 『自民党はなぜ潰れないのか 激動する政治の読み方』（幻冬舎新書066）（村上正邦・筆坂秀世との共著）幻冬舎、2007年11月、ISBN 9784344980655
- 『国会崩壊』講談社、2008年6月、ISBN 9784062725057
- 『平成政治20年史』（幻冬舎新書105）幻冬舎、2008年11月、ISBN 9784344981041
- 『わが友・小沢一郎』幻冬舎、2009年8月、ISBN 9784344017122
- 『坂本龍馬の10人の女と謎の信仰』幻冬舎、2010年1月、ISBN 9784344981591
- 『小沢一郎　完全無罪　「特高検察」が犯した7つの大罪』講談社、2010年4月、ISBN 9784062161817
- 『議会政治の誕生と国会』信山社、2012年3月、ISBN 9784797260632
- 『消費税国会の攻防 一九八七-八八- 平野貞夫 衆議院事務局日記』千倉書房、2012年5月、ISBN 9784805109946
- 『小沢でなければ日本は滅ぶ　「政治の悪霊」と戦い続ける男』イーストプレス、2012年11月、ISBN 9784781608730
- 『平野貞夫・衆議院事務局日記』信山社 全5巻、2013年-2020年
- 『真説！　小沢一郎謀殺事件：日本の危機は救えるか？』ビジネス社、2013年6月、ISBN 9784828417103
- 『戦後政治の叡智』イーストプレス、2014年2月、ISBN 9784781650241
- 『田中角栄を葬ったのは誰だ』 ケイアンドケイプレス、2016年7月、ISBN 9784906674671
- 『野党協力の深層』星雲社、2016年12月、ISBN 9784908170119
- 『角栄—凄みと弱さの実像』ベストセラーズ、2017年2月、ISBN 9784584137802
- 『わが輩は保守本流である：保守本流から日本政治への警鐘』五月書房新社、2018年4月、ISBN 9784909542038
- 『自民党という病』（佐高信との共著）平凡社、2018年11月、ISBN 9784582858976
- 『衆議院事務局　国会の深奥部に隠された最強機関』星雲社、2020年12月、ISBN 9784434283093